# Movimiento Maricas Bolivia
El Movimiento Maricas Bolivia es un colectivo de activistas de la comunidad LGBT+ indígena en Bolivia con una ideología antihegemónica que pone en valor lo cholo, lo indio y lo marica.

## Historia e ideología
Este movimiento nació el año 2010 en la ciudad de La Paz a partir del grupo de formación de activistas de Radio Deseo, gestionado por Mujeres Creando. En palabras de Roberto Condori, miembro del colectivo:

Queríamos tomar la palabra en primera persona para contrarrestar los discursos estereotipados y sensacionalistas que otros hacían sobre nuestros cuerpos.

Edgar Solíz, por su parte, comenta que el uso de la palabra "marica" tiene el fin de resignificar el insulto y de apropiarse de él, para que ya no funcione como insulto homófobo. Además, esta denominación se aleja de la palabra "gay", propia del idioma inglés y más propia de hombres del norte global, blancos, jóvenes, masculinos y económicamente prósperos. Maricas, en cambio, funcionaría mejor para denominar a personas homosexuales del sur global, precarizadas laboralmente, desempleadas y seropositivas, según señala Solíz, quien también hace hincapié en los procesos migratorios de las personas homosexuales del campo a la ciudad. Dice:

Esta figura de desarraigo de su identidad india, indígena, aymara, quechua y en ese ejercicio de migración este sujeto o sujeta tiene que enfrentar al racismo de las ciudades, no solo de las ciudades sino también de un ambiente LGBTIQ+ urbano que se construyen precisamente para el sujeto blanco y para el sujeto urbano y ahí el cuerpo indio por supuesto es señalado, es discriminado y es objeto de racismo.

La perspectiva del colectivo es transversalizar la lucha de las disidencias sexuales, incluyendo reflexiones sobre la identidad étnica y la clase social, alejándose de la cooperación internacional y del capitalismo rosa. Tanto Edgar como Roberto, líderes de Maricas Bolivia, defienden su identidad indígena, pues ambos se consideran quechua y aymara, respectivamente.
En 2020, después de una década del programa radial "Soy marica, ¿y qué'", los miembros del colectivo trasladaron a YouTube,después de haber participado cinco años en Radio Deseo y otros cinco años en diferentes difusoras radiales.